# آبيحيات
آبيحيات هي بلدة في مقاطعة غذار في ولاية قشقداريا في أوزبكستان.